# Szváziföld az olimpiai játékokon
Szváziföld 1972-ben vett részt először a nyári olimpián. Sportolói még nem szereztek érmet, de egyike azon kevés afrikai országnak, amelyek már képviseltették magukat a téli olimpiai játékokon is.
A Szváziföld Olimpiai és Nemzetközösségi Játékok Szövetsége 1971-ben jött létre, a NOB 1972-ben vette fel tagjai közé, a bizottság jelenlegi elnöke Robert Zombodze Magagula.